# Antonio Maria Pucci
Antonio Maria Pucci (rodným jménem: Eustachio Pucci; 16. dubna 1819, Vernio – 12. ledna 1892, Viareggio) byl italský římskokatolický duchovní a člen Řádu služebníků Mariiných. Katolická církve ho uctívá jako svatého.

## Život
Narodil se 16. dubna 1819 ve Verniu jako druhý ze sedmi dětí chudého kostelníka.
Od dětství pociťoval povolání k řeholnímu životu, ale jeho otec byl proti. Později mu bylo roku 1837 vstoupit do Řádu služebníků Mariiných u baziliky Santissima Annunziata ve Florencii. Přijal řeholní jméno Antonio Maria a po studiu teologie byl roku 1843 vysvěcen na kněze. Své věčné řeholní sliby složil o několik měsíců později.
Byl poslán do Viareggio, kde sloužil ve farnosti svatého Ondřeje. V této farnosti sloužil až do konce života. Byl nazýván jako il Curatino tzn. malý farář. Staral se o chudé, nemocné a staré lidi. Roku 1853 založil školu pro děti a dětské společenství.
Dne 6. ledna 1892 sloužil mši při příležitosti svátku Epifanie a téže noci odešel v bouři k jednomu nemocnému. Následkem toho onemocněl zápalem plic a během dalších dnů se jeho stav zhoršil. Zemřel 12. ledna a byl pohřben na místním hřbitově. Dne 18. dubna 1920 byl tělo přeneseno do kostela svatého Ondřeje.

## Kanonizace
Proces svatořečení byl zahájen v arcidiecézi Lucca. Dne 18. ledna 1948 uznal papež Pius XII. jeho hrdinské ctnosti a roku 1952 dva zázraky na jeho přímluvu. Blahořečen byl 22. června 1952. Svatořečen byl 9. prosince 1962 papežem Janem XXIII.
Jeho svátek se připomíná v den zesnutí 12. ledna.